# Lonesome Traveller
Lonesome Traveller é uma canção do grupo de hip-hop norueguês Paperboys, fazendo parte do álbum The Oslo Agreement. A canção debutou na primeira posição da VG-lista norueguesa, permanecendo na parada da 19ª a 42ª semana de 2009.

## Paradas
| Parada (2009) | Melhor posição |
| ------------- | -------------- |
| VG-lista      | 1              |